# Thực thần 2 (phim truyền hình)
Thực thần 2 (Hangul:식샤를 합시다 2, tiếng Anh: Let's Eat 2) bộ phim truyền hình của đài tvN, phát sóng vào thứ hai và thứ ba hằng tuần lúc 23:00 (KST). Với sự tham gia của các diễn viên Yoon Doo Joon (BEAST), Seo Hyun Jin, Kwon Yul.

## Nội dung
Goo Dae Young chuyển đến khu mới và gặp những hàng xóm mới bao gồm Baek Soo-Ji một nhà văn tự do - mỗi ngày chỉ ăn một lần và Lee Sang Woo một viên chức nhà nước và thường được phụ nữ ngưỡng mộ.

## Diễn viên

### Vai chính
- Yoon Doo Joon vai Goo Dae Young[6][7]
- Seo Hyun Jin vai Baek Soo Ji[8]
- Kwon Yool vai Lee Sang Woo
- Kim Hee Won vai Im Taek Soo
- Hwang Seung Eon vai Hwang Hye Rim
- Jo Eun Ji vai Hong In Ah
- Hwang Suk Jung vai Kim Mo Ran
- Lee Joo Seung vai người đàn ông bí ẩn

### Vai phụ
- Kim Hee-won vai Lim Tae-soo, đồng nghiệp bảo hiểm của Dae-young
- Hwang Seok-jeong vai Kim Mi-ran, chủ nhà của Dae-young và Soo-ji
- Jo Eun-ji vai Hong In-ah, đồng nghiệp của Soo-jin và Sang-woo
- Hwang Sung-eon vai Hwang Hye-Rim, nhân viên bán thời gian và là blogger xinh đẹp
- Kim Ji-young vai Lee Jum, hàng xóm ở tầng 1 của Dae-young và Soo-Ji
- Lee Joo-seung vai Lee Joo-seung/Ahn Chan-soo, bạn của Dae-young và Soo-Ji sống ở gác mái
- Kim Dan-yul vai Park Joo-wan, con của Mi-ran

### Khách mời
- Bong Man-dae - chính anh (tập 1)
- Jang Won-young - Choi kyu-wik (tập 1)
- Lee Do-yeon - Oh Do-yeon (tập 1)
- Heo Ga-yoon - Hong Min-ah, chị của In-ah (tập 7-9)
- Jo Jae-yoon - chồng của Mi-ran (tập 9)
- Gong Hyung-jin - chồng của In-ah (tập 11)
- Kim Hyun-suk - woman who bought treadmill from Soo-ji (tập 11)
- Jung Ji-soon - chủ tiệm giặt ủi (ep 14)
- Raymon Kim - chủ nhà hàng (ep 15)
- Tae In-ho - Lee Joo-seung (tập 16)
- Yang Yo-seob - đồng nghiệp của Dae-young (tập 16)[9]
- Lee Seung-joon - chù khách sạn (tập 17)

## Nhạc phim

### Let's Eat 2 OST phần 1
| STT | Nhan đề               | Trình bày       | Thời lượng |
| --- | --------------------- | --------------- | ---------- |
| 1.  | "Delicious"           | Kang Nam (강남) |            |
| 2.  | "Delicious" ("Inst.") | Kang Nam (강남) |            |

### Let's Eat 2 OST phần 2
| STT | Nhan đề              | Trình bày    | Thời lượng |
| --- | -------------------- | ------------ | ---------- |
| 1.  | "With You"           | Kim Bo Kyung |            |
| 2.  | "With You" ("Inst.") | Kim Bo Kyung |            |

### Let's Eat 2 OST phần 3
| STT | Nhan đề               | Trình bày                | Thời lượng |
| --- | --------------------- | ------------------------ | ---------- |
| 1.  | "Up & Down"           | Seo Hyun Jin feat. Risso |            |
| 2.  | "Up & Down" ("Inst.") | Seo Hyun Jin feat. Risso |            |

### Let's Eat 2 OST phần 4
| STT | Nhan đề                         | Trình bày        | Thời lượng |
| --- | ------------------------------- | ---------------- | ---------- |
| 1.  | "Paradise" ("파라다이스")       | JANNABI (잔나비) |            |
| 2.  | "Paradise" ("파라다이스 Inst.") | JANNABI (잔나비) |            |

## Đánh giá
| Tập #    | Ngày phát sóng      | Thị phần người xem | Thị phần người xem |
| Tập #    | Ngày phát sóng      | AGB Nielsen        | TNmS Ratings       |
| -------- | ------------------- | ------------------ | ------------------ |
| 1        | 6 tháng 4 năm 2015  | 1.090%             | -                  |
| 2        | 7 tháng 4 năm 2015  | 2.068%             | -                  |
| 3        | 13 tháng 4 năm 2015 | 1.247%             | -                  |
| 4        | 14 tháng 4 năm 2015 | 1.817%             | -                  |
| 5        | 20 tháng 4 năm 2015 | 1.760%             | -                  |
| 6        | 21 tháng 4 năm 2015 | 1.695%             |                    |
| 7        | 27 tháng 4 năm 2015 | 1.604%             | -                  |
| 8        | 28 tháng 4 năm 2015 | 2.195%             | -                  |
| 9        | 4 tháng 5 năm 2015  | 1.413%             | 2.0%               |
| 10       | 5 tháng 5 năm 2015  | 2.989%             | 2.6%               |
| 11       | 11 tháng 5 năm 2015 | 2.233%             | 2.2%               |
| 12       | 12 tháng 5 năm 2015 | 2.441%             | 2.3%               |
| 13       | 18 tháng 5 năm 2015 | 1.885%             | 2.1%               |
| 14       | 19 tháng 5 năm 2015 | 2.041%             | 3.0%               |
| 15       | 25 tháng 5 năm 2015 | 2.137%             | 2.2%               |
| 16       | 26 tháng 5 năm 2015 | 2.707%             | 3.3%               |
| 17       | 1 tháng 6 năm 2015  | 1.735%             | 2.2%               |
| 18       | 2 tháng 6 năm 2015  | 2.659%             | 3.3%               |
| Đặc biệt | 8 tháng 6 năm 2015  | 1.273%             | -                  |